# Шаповалов, Виктор Леонидович
Виктор Леонидович Шаповалов (родился 4 марта 1965 года в Стерлитамаке, СССР) — российский автогонщик, мастер спорта.

## Общая информация
Виктор окончил факультет радиоэлектроники летательных аппаратов МАИ.

## Спортивная карьера
Россиянин впервые принял участие в автоспортивных соревнованиях в конце 1990-х годов. В следующие несколько лет он регулярно участвовал в различных национальных соревнованиях; в 1998 году завоевал Кубок Газпрома в классе «Туризм-1600».
В 2006 году Шаповалов впервые пробует себя в европейских кольцевых первенствах, стартуя в нидерландских кузовных сериях. В 2007 году становится бронзовым призёром местного Dutch Supercar Challenge.
В том же 2007 году уроженец Стерлитамака в составе российского команды Russian Bears Motorsport дебютирует в туринговом чемпионате мира. Команда и Виктор участвовали в серии три сезона, пройдя путь от частников, до заводской команды Lada Sport.
В 2009 году Шаповалов переходит на административную работу после того, как менеджменту команды удаётся пригласить к себе в качестве пилота Джеймса Томпсона.
Перед сезоном 2010, из-за недостатка финансирования, команда прерывает свои выступления в чемпионате мира.
В 2011 году Виктор вернулся в гонки, стартовал в монокубке LADA Granta Cup, идейным вдохновителем которых сам же и являлся.

## Статистика результатов в моторных видах спорта

### Сводная таблица
| 2005-06 | Dutch Winter Endurance Series                | н/д                      | 1  | н/д | н/д | 0 | 5   | 172-й |
| 2006    | RTCC                                         | City Motorsport          | 14 | 0   | 0   | 0 | 157 | 14-й  |
| 2006-07 | Dutch Winter Endurance Series                | City Motorsport          | 3  | н/д | н/д | 2 | 42  | 24-й  |
| 2007    | Dutch Supercar Challenge (Класс Supersport2) | Russian Bears Motorsport | 11 | н/д | н/д | 2 | 185 |       |
| 2007    | WTCC                                         | Russian Bears Motorsport | 4  | 0   | 0   | 0 | 0   | НК    |
| 2008    | WTCC                                         | Russian Bears Motorsport | 13 | 0   | 0   | 0 | 0   | НК    |
| 2009    | WTCC                                         | Lada Sport               | 14 | 0   | 0   | 0 | 0   | НК    |
| 2011    | Кубок LADA Granta                            | н/д                      | 12 | 0   | н/д | 0 | 108 | 8-й   |
| 2011    | Кубок России Lada Granta                     | н/д                      | 8  | 0   | н/д | 0 | 80  | 4-й   |